# 6-й армійський корпус (США)
VI ко́рпус а́рмії США (англ. VI Corps (United States) — військове об'єднання, армійський корпус армії США. Брав участь у Першій та Другій світових війнах. Активований у 1918 році в районі Нефшато.